# Annaberg im Lammertal
Annaberg im Lammertal ist ein Ort im Lammertal im Land Salzburg und Ortschaft der Gemeinde Annaberg-Lungötz im Bezirk Hallein. Die Ortschaft hat 754 Einwohner (Stand 1. Jänner 2024).

## Geographie
Das Dorf liegt an der Lammer, im oberen Lammertal, 30 km südöstlich von Hallein und 9 km hinter Abtenau auf der B 162 Lammertal Straße, zwischen den Einmündungen von Sulzbach und Rauchenbach, beide von der  Bischofsmütze.
Linkerhand liegt das Tennengebirge, rechterhand das Dachsteinmassiv mit dem Gosaukamm und südlich der Bischofsmütze als Hausberg der Lammertaler. Hinter dem Gosaukamm liegen die Gosauseen.
Die Ortschaft umfasst etwas über 200 Gebäude mit etwa 820 Einwohnern.
Zum Ortschaftsgebiet gehört auch die Weiler Mandlhof und Mosersäge, und die Höfe Bogenhof und Schindlmais.

Zur Katastralgemeinde gehören auch noch die Ortschaften der zerstreuten Häuser Braunötzhof und Steuer am Osthang, bis hinauf an die Landesgrenze zu Oberösterreich am Gosaukamm, mit dem Ski- und Wandergebiet Dachstein-West (Zwieselalm, mit Gasthof Dolomitenblick) und der Stuhlalm mit der Theodor-Körner-Hütte.
Nachbarortschaften und -katastralgemeinden
| Leitenhaus (KG, Gem. Abtenau) Hefenscher (Ortsch.) | Seetratten (KG, Gem. Abtenau)               | Braunötzhof (Ortsch.)                                |
|                                                    | Kompassrose, die auf Nachbargemeinden zeigt | Gosau (Gem. u. KG, Bez. Gmunden, OÖ)Steuer (Ortsch.) |
| Gappen (Ortsch., KG)                               | Promberg (Ortsch.) Neubach (KG)             | Filzmoos (Gem. u. KG, Bez. St. Johann) (1)           |

(1) nahe der Hofpürglhütte kurz angrenzend

## Geschichte

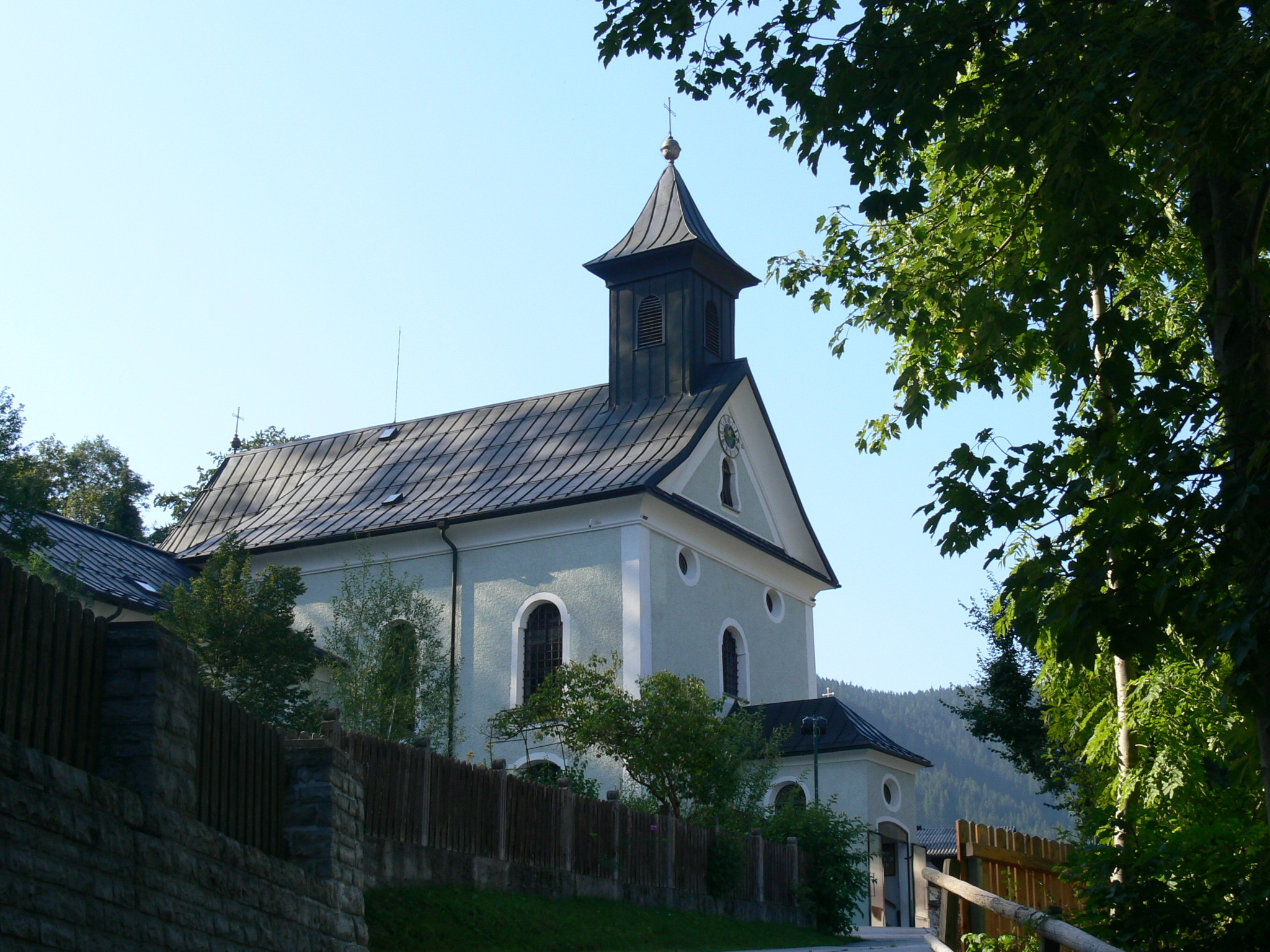
Pfarrkirche Hl. Anna im Berg

Der Ort hieß ursprünglich St. Anna im Berg oder St. Anna in der Zimmerau (dem alten Namen für das hintere Lammertal). Im Rahmen des Emigrationspatents Leopold Anton von Firmians, der Ausweisung der Evangelischen (Exulanten) aus dem Erzstift Salzburg, wurde die Kirche 1731 als Vikariat von Annaberg eingerichtet. Hier in der Abgeschiedenheit des Lammertals hatte, wie auch in der benachbarten Gosau, der Protestantismus unter Bauern- und Waldarbeiterschaft die Gegenreformation stark überdauert. 1750 wurde dann die Ortskirche neu erbaut, 1903 dann zur Pfarre erhoben.

## Sehenswürdigkeiten
Sehenswert sind sowohl die Pfarrkirche Annaberg im Lammertal, wie auch das ehemalige Mesnerhaus und die Friedhofskapelle, alle drei denkmalgeschützt.